# Distretto di Thanjavur
Il distretto di Thanjavur è un distretto del Tamil Nadu, in India, di 2 205 375 abitanti. Il suo capoluogo è Thanjavur.